# Yvo Antoni
Yvo Antoni (* 2. August 1979 in Köln) ist ein deutscher Hundedresseur und Akrobat. 2009 wurde er durch den Gewinn der dritten Staffel der Talentshow Das Supertalent einem breiten Publikum bekannt.

## Leben
Antoni stammt aus einer Künstlerfamilie. Die Mutter, Birgit Antoni, ist Malerin, der Vater, Yürgen Oster, war zunächst auch als Künstler erfolgreich, machte dann eine Karriere als Taiji Quan Lehrer, die Großeltern waren Opernsänger. Antoni besuchte das Humboldt-Gymnasium in Köln. Die Ausbildung brach er im 11. Schuljahr ab und nahm danach kleinere Stellen als Tankwart, Feuerspucker und Obstverkäufer an. Später absolvierte er eine Ausbildung an der Staatlichen Ballettschule Berlin und nimmt seit 2000 an Shows teil. Seit 2003 steht er gemeinsam mit Marina Yakubova auf der Bühne und war bei internationalen Galas, Zirkusauftritten und anderen Darbietungen wie Varietés und Festivals eingesetzt. Inzwischen ist er mit Yakubova verheiratet.
Die beiden in Köln lebenden Künstler nahmen an der Talentshow „Das Supertalent 2009“ teil. Yakubova konnte mit ihrer Hula-Hoop-Vorführung die Liveshows nicht erreichen, Antoni war mit seiner Hündin PrimaDonna, mit der er artistische Tricks vorführte, erfolgreicher. Er gewann am 20. Dezember 2009 als bester von zwölf Kandidaten mit 13,5 Prozent aller Anrufe das Finale, 100.000 Euro sowie den Titel „Supertalent 2009“. Er lag dabei lediglich 0,1 Prozent vor der zweitplatzierten Opernsängerin Vanessa Calcagno.

## PrimaDonna
Antonis Hündin PrimaDonna ist ein Jack-Russell-Terrier. Sie ist am 13. Mai 2006 geboren und stammt aus einer Zucht, in der sie in den ersten Monaten vernachlässigt wurde.